# Hartmann (cràter)
Hartmann és un cràter d'impacte lunar situat a la cara oculta de la Lluna. Es troba a cavall sobre la vora oest sud-oest de la gran plana emmurallada de Mendeléiev, i es fica part del camí a l'àmplia paret interior d'aquesta característica lunar. Gairebé lliga a la vora nord-occidental de Hartmann, que és el cràter Green.
La col·locació inusual d'aquest cràter i la proximitat de Green han conferit a Hartmann una vora exterior de forma una mica estranya. La vora és lleugerament de forma oblonga i té una protuberància cap a fora cap a l'est. La paret interior és més ampla en la part oriental, compensant el pis interior en el costat occidental. Aquesta planta també és de forma ovalada i és una mica irregular.

## Cràters satèl·lit
Per convenció, aquestes característiques són identificades en mapes lunars posant la lletra al costat del punt mitjà del cràter que està més a prop de Hartmann.
| Hartmann | Latitud | Longitud | Diàmetre |
| -------- | ------- | -------- | -------- |
| K        | 1.8° N  | 136.0° E | 13 km    |